# DFS 그룹
DFS 그룹(영어: DFS Group)은 호화품 소매업체이다. 1960년 홍콩에서 설립하여 현재는 세계 주요 11개 공항 면세점, 20개 도시에서 갤러리아 매장을 두고 다른 제휴처이나 리조트에서도 매장을 운영하고 있다.